# Żypkowszczina
Żypkowszczina (ros. Жипковщина) – wieś w Rosji, w Kraju Zabajkalskim, w rejonie czytyńskim. W 2021 liczyła 472 mieszkańców.